# Szurdok-völgyi-víznyelő
A Szurdok-völgyi-víznyelő a Duna–Ipoly Nemzeti Park területén lévő Pilis hegységben, a Pilisszentkereszt szélén található Szurdokban elhelyezkedő egyik víznyelőbarlang. Turista útikalauzokban is ismertetve van.

## Leírás
A barlang Pilisszentkereszt külterületén, a Dera-patak szurdokának kőfejtő felőli bejáratától kb. 150 m-re, erdőben, a szurdok folyásiránnyal szembeni jobb oldalában (meredek hegyoldalban), a völgytalp szintjétől kb. 17 m-rel feljebb nyílik. A régi víznyelő bejárata a völgy oldalfalából kiemelkedő sziklakibúvás aljában kezdődik egy 200×70 cm-es átmérőjű felszínre szakadási ponttal. Legegyszerűbben a szurdok alsó végében lévő kőfejtőtől felfelé indulva található meg. A szurdokban a patakmederben álló nagy sziklatömb mellett kell elhaladni, majd két fahídon kell átkelni. A második fahíd a folyásirány szerinti jobb oldalra vezet át, ahol a meredek hegyoldalban 20 m-t kell felfelé kapaszkodni a barlang bejáratához. Az aknaszerű nyílás felett É-i dőlésű réteglap figyelhető meg. Nem messze, a szurdoknak ugyanazon az oldalán van a Szurdok-völgyi Felső-barlang bejárata.
A barlang triász dachsteini mészkőben, réteghatáron a befolyó víz miatt jött létre. Jelenleg inaktív.
1984-ben volt először Szurdok-völgyi-víznyelőnek nevezve a barlang az irodalmában. Előfordul irodalmában Pilisszentkereszti-víznyelő (Ézsiás 1993), Pilisszentkereszti víznyelő (Kordos 1984), Szurdok-völgyi-barlang (Mezei 1967), Szurdokvölgyi-barlang (Dely, Mezei 1974), Szurdokvölgyi barlang (Schőnviszky 1937), Szurdokvölgyi-víznyelő (Ézsiás 1993), Szurdokvölgyi-víznyelő-barlang (Ézsiás 1993), Szurdok-völgyi-zsomboly (Bertalan, Schőnviszky 1976) és Szurdok-zsomboly (Kadić 1952) neveken is.

## Kutatástörténet
Az 1932. évi Barlangvilágban az olvasható, hogy a Budapesti Egyetemi Turista Egyesület Barlangkutató Szakosztályának tagjai Pilisszentkereszt közelében, a Szurdok-völgyben találtak egy 19 m mély zsombolyt, amelyet felmértek és lefényképeztek. Cseppköves teremmel végződik a zsomboly. A terem 15 m-rel mélyebben van a jelenlegi patakszintnél. A Turistaság és Alpinizmus 1932. évi évfolyamában közölve lett, hogy a BETE Barlangkutató Osztályának tagjai Pilisszentkereszt közelében, a Szurdok-völgyben egy 25 m mély akna (zsomboly) fenekén szép cseppkőbarlangot fedeztek fel. Részletes kutatása és felmérése folyamatban van. Az eredményről majd be fognak számolni.
A Turisták Lapja 1937. évi évfolyamában arról van szó, hogy a Szurdokvölgyi barlang Pilisszentkereszt határában, a Szurdok-völgyben van. A községi dögtemető után, az első kőfejtő talpszintjén, a patak szintje felett kb. 5 m-rel magasabban nyílik. A barlangot feltáró Kessler Hubert szerint a 15–16 m-es bejárati kürtőn kívül egy, a patak alá nyúló kisebb teremből áll. A falakon elég szép a cseppkőbekérgezés. A barlang talpát patakhordalék borítja. Az 1938. évi Földtani Közlönyben meg van említve, hogy a Szurdok-völgy kialakulásában a barlangi eróziónak kevés szerepe lehet, erre mindenesetre a sziklafalban lévő kisebb járatok utalnak. Ezek közül jelentős a Jaskó Sándor által ismertetett, a völgyfenék felett pár m-re nyíló barlang, amely 16 m mély.
Az 1948. évi Hidrológiai Közlönyben publikálva lett, hogy a Hosszú-hegy kiemelkedésével alábbszállt a Hosszú-hegyben a karsztvízszint és megszűnt a működése a Ziribári-, Hosszúhegyi-, Pilisszántói- és Szurdokvölgyi-barlangok forrássorozatának. Víznyelő barlangok kezdtek el működni helyettük, pl. a Szurdok-völgy fenekén elhelyezkedő jelenleg már eltömődött barlang, amely felszíni vízfolyás vizét vezeti a mélybe. Kadić Ottokár az 1952-es kéziratában leírta a Szurdok-zsombolyt. A kézirat szerint Pilisszentkereszt határában, a Szurdok-völgyben, a községi dögtemető után következő első kőfejtő talpán, a patak szintje felett mintegy 5 m-re nyílik a zsomboly, amely 15–16 m mély Kessler Hubert szerint. Alján kis teremmé bővül, ennek talpát patakhordalék borítja, falait pedig szép cseppkövek kérgezik be. A barlangismertetés 2 publikáció alapján lett írva.
Az 1953. évi Földrajzi Értesítőben publikált tanulmányban az olvasható, hogy a karsztvízszint a Pilis hegységben jóval a felszín alatt van (133 m tszf. magasságban). Ezért találhatott Bekey Imre Gábor és Jaskó Sándor a Szurdok-völgyben barlangi járatot 12 m-rel a Dera-patak medre alatt. A Szurdokvölgyi barlangot 1932-ben találta meg Jaskó Sándor. 12 m mély aknabarlang. A Dera-patak alluviumából függőlegesen lefelé nyílik. Fenekén száraz patakmedret talált Jaskó Sándor. Bekey Imre Gábor szerint Jordán Károly is bemászott 1914-ben ebbe a víznyelőbarlangba. Az tehát már 1914-ben is ismert volt. A legrejtélyesebb eredetű barlang a Szurdokvölgyi barlang, amely a jelenlegi völgytalp alá 12 m-re nyúlik le. Mivel a Szurdok-völgy kőzete teljes hosszában jól nyeli a vizet a repedések mentén, egy-egy ilyen völgyalatti barlang lassú kioldódása (feltéve, hogy szünetel, vagy lassú a völgybevágódás) nem lehetetlen.

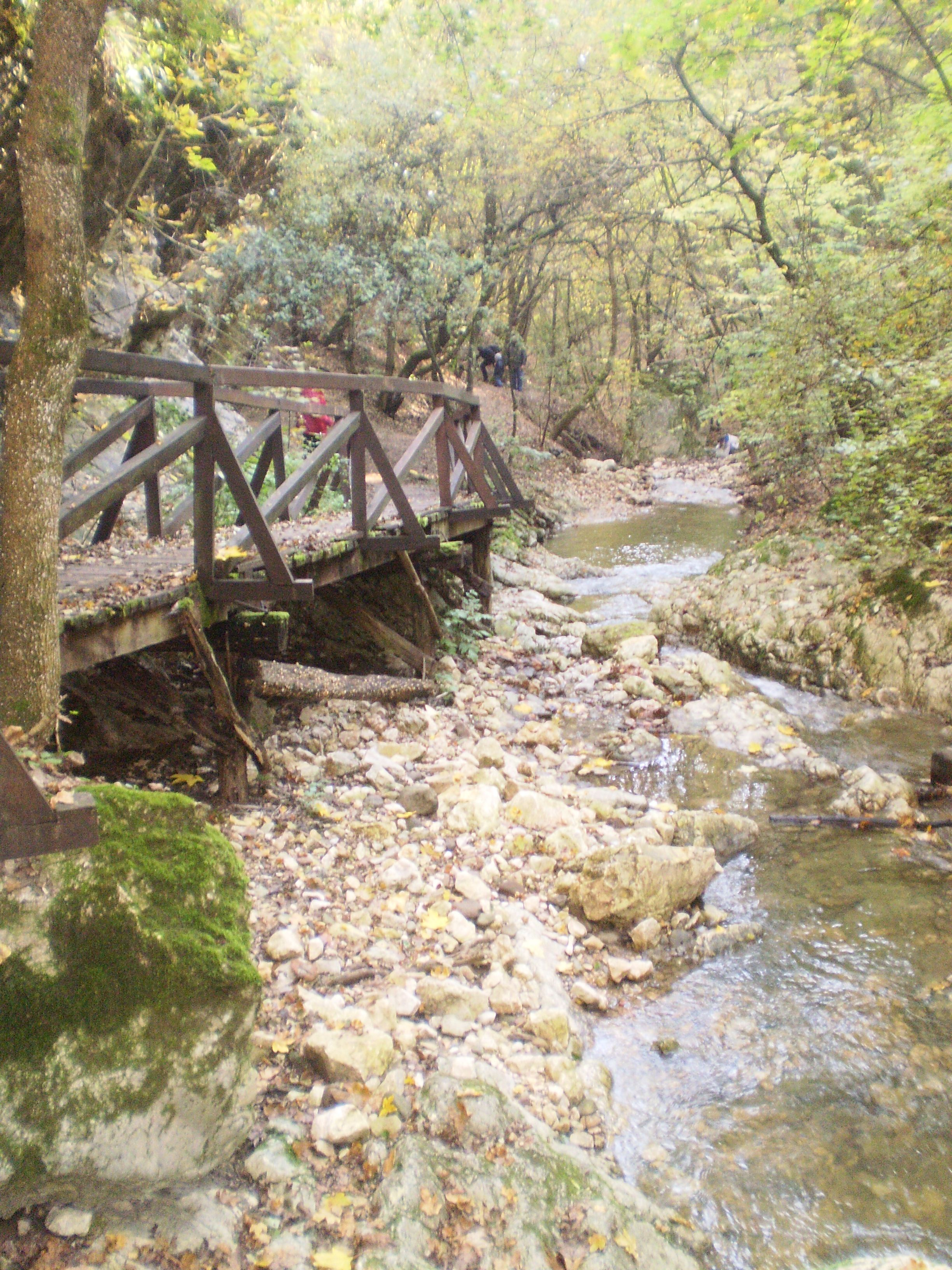
A Dera-patak szurdoka

Az 1967-ben kiadott Pilis útikalauzban meg van említve, hogy a Szurdok-völgyi-barlangnak a Hosszú-hegy É-i oldalában, a Pilisszentkereszti-szurdok kőfejtőjének talpán, a patak szintje felett kb. 5 m-re van a bejárata. 16 m-es bejárati kürtője a patak alá nyúló kisebb terembe vezet. Cseppkőbekérgezés látható a falakon. Az üreg alját patakhordalék fedi. Az 1974-ben megjelent Pilis útikalauz című könyvben, a Pilis hegység és a Visegrádi-hegység barlangjainak jegyzékében (19–20. old.) meg van említve, hogy a Pilis hegység és a Visegrádi-hegység barlangjai között van a Szurdokvölgyi-barlang. A Pilis hegység barlangjait leíró rész szerint a Szurdokvölgyi-barlang a Hosszú-hegy É-i oldalában, a Pilisszentkereszti-szurdok kőfejtőjének talpán, a patak szintje felett kb. 5 m-re nyílik. Bejárati kürtője évtizedekkel ezelőtt a patak szintje alá nyúló kisebb terembe vezetett. Ma csak 2 m mélységig járható. A falakon cseppkőbekérgezés figyelhető meg, az üreg alját patakhordalék borítja.
A Bertalan Károly által írt és 1976-ban befejezett kéziratban az olvasható, hogy a Pilis hegységben, a Pilis-vonulatban, Pilisszentkereszten helyezkedik el a Szurdokvölgyi viznyelő (Pilisszentkereszti Viznyelő, Szurdokvölgyi barlang). A Szurdok-völgy É-i oldalán, közvetlenül a patak partján nyílik. Az első kőfejtő talpszintjén, kb. 5 m-re a patak szintje felett van a bejárata. Az aktív víznyelő 12 m mély. A kézirat barlangra vonatkozó része 4 irodalmi mű alapján lett írva.
A Bertalan Károly és Schőnviszky László által összeállított, 1976-ban megjelent Magyar barlangtani bibliográfia barlangnévmutatójában meg van említve a Pilis hegységben, Pilisszentkereszten lévő barlang Szurdok-völgyi-zsomboly néven. A barlangnévmutatóban fel van sorolva 5 irodalmi mű, amelyek foglalkoznak a barlanggal. Az 1984-ben napvilágot látott Magyarország barlangjai című könyv országos barlanglistájában szerepel a Pilis hegység barlangjai között a barlang Szurdok-völgyi-víznyelő néven Szurdokvölgyi barlang és Pilisszentkereszti víznyelő névváltozatokkal. A listához kapcsolódóan látható a Dunazug-hegység barlangjainak földrajzi elhelyezkedését bemutató 1:500 000-es méretarányú térképen a barlang földrajzi elhelyezkedése.
Az 1991-ben kiadott útikalauzban meg van ismételve az 1974-es útikalauzban lévő barlangismertetés. A Troglonauta Barlangkutató Csoport 1993. évi jelentésében az olvasható, hogy a Szurdokvölgyi-víznyelő-barlang további nevei Szurdokvölgyi-víznyelő, Szurdok-völgyi-barlang és Pilisszentkereszti-víznyelő. A pilisszentkereszti dögtemető (ismeretlen, lehet, hogy nincs is már) után, a Szurdok-völgy Ny-i végén, az É-i oldalon, az első kőfejtő talpszintjén (itt kis kőfejtők és mészégetők találhatók), közvetlenül a patak partján (?), kb. 5 m-rel a patak szintje felett van a bejárata.
Egy 15–16 m-es bejárati kürtőből és a patak alá nyúló kis teremből áll. A falakat szép cseppkőbekérgezés, a járattalpat patakhordalék borítja. Aktív nyelő. Egy leírás szerint csak 12 m mély. Más leírásban (Kárpát József szerint is) a Szurdok-völgy K-i végének D-i oldalán elhelyezkedő (ez a Pilis hegység), nagyobb, felhagyott, magányos kőfejtő talpszintjének közelében van a bejárata, de eltömődött, feltöltődött, esetleg 2 m-es üreg található. Utána kell nézni. A barlangban a csoport tagjai nem jártak. A barlangismertetés 4 irodalmi mű alapján lett írva. Az 1996. évi barlangnap túrakalauzában meg van ismételve az 1991-ben kiadott útikalauzban lévő barlangismertetés. 2002-ben Benyák Attila és Kovács Richárd mérték fel a Barlangtani Intézet megbízásából a 4830-10 barlangkataszteri számú Szurdok-völgyi-víznyelőt. A felmérés alapján Kovács Richárd szerkesztette meg a 13 m hosszú és 6 m mély barlang alaprajz térképét és hosszmetszet térképét.

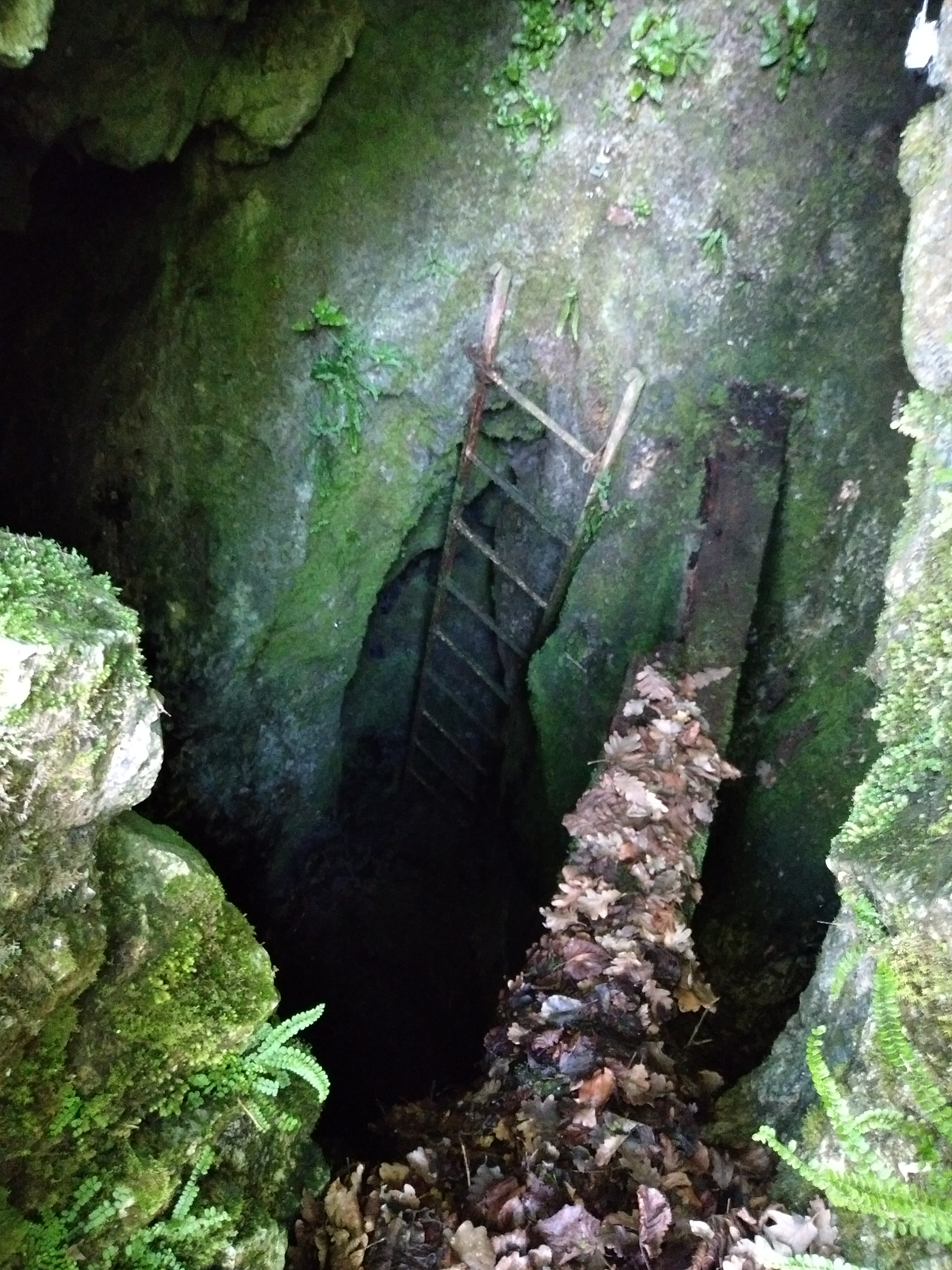
A Szurdok-völgyi-víznyelő bejárati része

A 2002. november 1-jén írt nyilvántartólapja szerint a Szurdok-völgyi-víznyelő (4830-10, Pilis hegység, Pest megye, Pilisszentkereszt) további nevei Szurdok-völgyi-barlang és Pilisszentkereszti-víznyelő. A részletesen felmért barlang 13 m hosszú, 6 m függőleges kiterjedésű, 6 m mély és 8,3 m vízszintes kiterjedésű. Hegyoldalban, sziklakibúvásban van a 0,5 m széles, 0,8 m hosszú, természetes jellegű, ovális alakú és lejtő tengelyirányú bejárata. A barlang akna térformájú, változó lejtésviszonyú és jellemző szelvénytípusa a szabálytalan szelvénytípus. Állócseppkő, kis függőcseppkövek, cseppkőlefolyás, cseppkőléc, montmilch és kondenz borsókő figyelhető meg benne. A felfedezés éve és felfedezője nem ismert. 1932-ben történt első irodalmi említése. Nagyon veszélyezteti a feltöltődés.
A meredek terepen megközelíthető és szabadon látogatható barlang alapfelszereléssel és mászással járható. Megkülönböztetett védelmet nem igényel. Feltáró kutatásra érdemes. A 2 m-es bejárati letörésen lemászva kiszélesedő terembe lehet jutni, amelynek alját nagy mennyiségű avar és növénytörmelékkel fedett humuszos kőtörmelék képezi. A szemben lévő falat a bejáratnál látható réteglap alkotja, amit nagy felületen alga és moha borít. A teremben montmilch borítja a falakat, néhány helyen cseppkőlefolyás és kondenz borsókő figyelhető meg. Nagyrészt száraz a barlang, de vannak benne időszakos csepegések. A barlang élővilága rovarokból, pókokból áll, de csiga és giliszta is van benne. Tovább lefelé a ferde fal alatt egy 2,5 m mély bontott gödör van. Itt a szálkőfalon cseppkőléc és kis állócseppkő képződött. A régi leírások szerint a barlang 15–20 m mély lehetett, az akkori alján cseppköves terem és inaktív patakmeder volt. Mivel a barlang jelenleg is folyamatosan feltöltődik, ennek megakadályozása, és a barlang újbóli feltárása fontos lenne.
Az Anubisz Barlangkutató Csoport és az Adrenalin Barlangkutató Egyesület közös 2007. évi jelentése szerint a két csoport együtt dolgozott 2007-ben a Szurdok-völgyi-víznyelőben. Az Anubisz Barlangkutató Csoport 2007 októberéig a víznyelő aknájának kitöltését részlegesen eltávolítva érte el a 15 m mélységet. Ebben a mélységben jelentősen lassította a feltáró munkát az, hogy az akna átmérője elérte a 3,5×2,5 m-t. A 7 m² alapterületű aknatalpat figyelembe véve 1 m teljes szelvényű talpszint süllyesztés jelentős mennyiségű kitöltés felszínre szállítását jelentette volna.
Az akna kitöltését képező,  Pilis hegységi viszonylatban szokatlanul laza szerkezetű, tiszta, átmosott kőtörmelék nem tette lehetővé nagyobb mélységű kutatóakna mélyítését ácsolat beépítése nélkül. Az akna oldalfalában követhető tektonikus törés (amely a felszínen a hegytetőig megfigyelhető) megmutatta azt az irányt, hogy melyik oldalon érdemes kutatóaknát mélyíteni. A kutatóakna ideiglenes ácsolattal lenne biztosítva. Az év végéig további 3 m talpszintsüllyesztést végeztek, és ekkor nyílt meg 18 m mélységben egy 15 cm széles tektonikus törés 1,5 m aláhajlással. A hasadékból jól érezhető légáramlás tört elő.

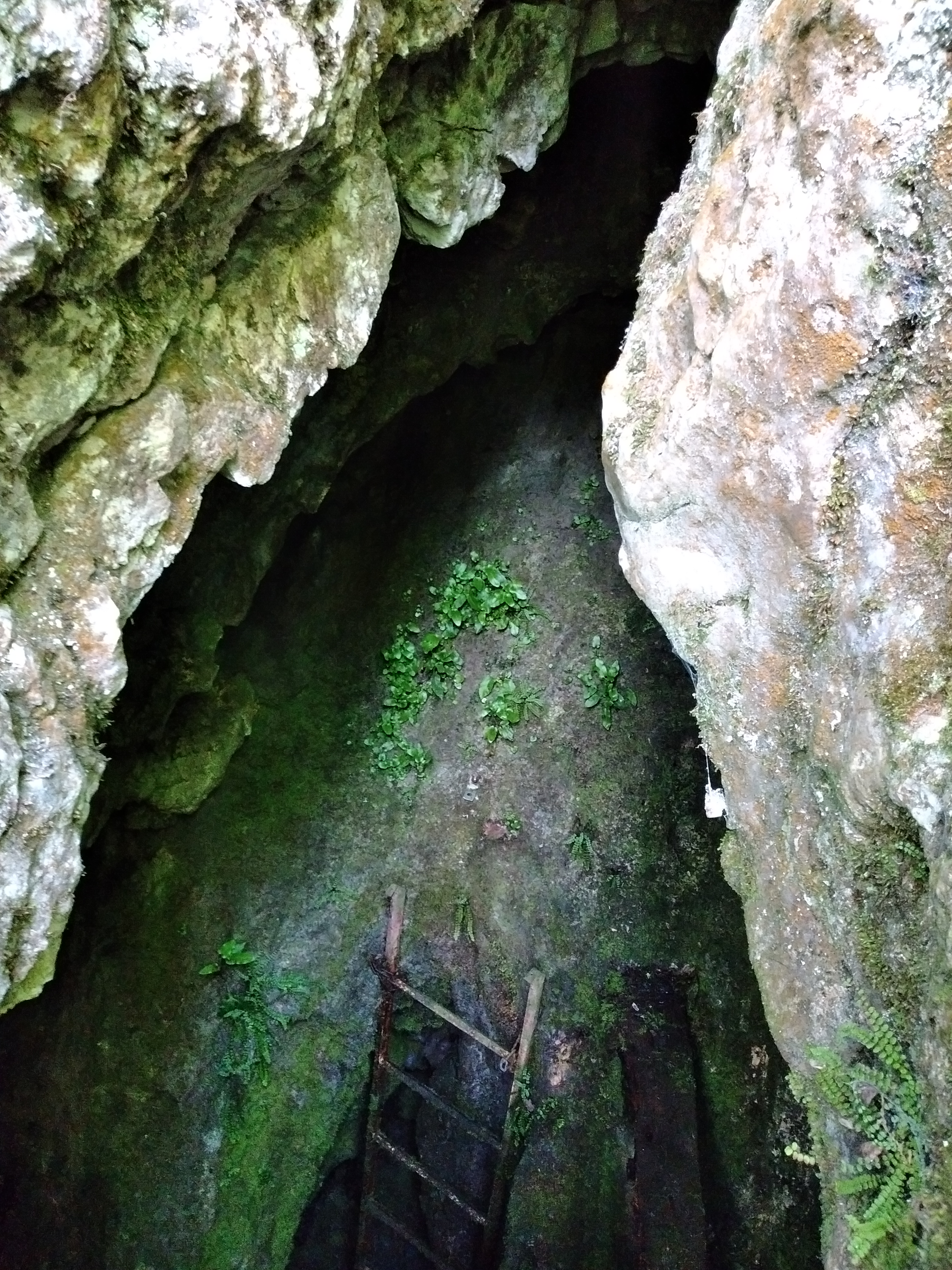
A Szurdok-völgyi-víznyelő bejárati része

A 2007. december 23-i kiszálláskor megbolygatva találták az ácsolatot, a végponti kutatóakna besuvadt. A további szabotázs elkerülése miatt úgy döntöttek, hogy folytatják az akna teljes szelvényű bontását a vízszintes járat eléréséig. A szurdokvölgy talpszintjét alkotó aktív patak szintjéig kb. 1–1,5 m lehet a feltöltés. Ebben a mélységben feltételezték az áttörést, mert csekély annak a valószínűsége, hogy az akna a jelenleg felszínen folyó patak szintje alatt, attól 8–10 m légvonalbeli távolságra rányelődés nélkül is függőlegesen halad lefelé. A jelentéshez mellékelve lett a barlang vázlatos hosszmetszet térképe.
Az Anubisz Barlangkutató Csoport és az Adrenalin Barlangkutató Egyesület közös 2008. évi jelentéséből megtudható, hogy a két csoport összesen 12 fővel, 10 nap alatt kb. 74 órát töltött a víznyelő kutatásával. A besuvadt depót sikerült kitermelni. Ezután tovább mélyítették a járatot, és jelenleg a hátsó fal (melyen a függőleges repedés szépen mutatja az irányt) lassan elkezdett hátrafelé emelkedni. Kb. 20 cm magas, 1,5 m hosszú befelé tartó járat nyílt meg, amelyben a törmelék enyhén lejt. A légmozgás változatlanul erős.
Az Anubisz Barlangkutató Csoport és az Adrenalin Barlangkutató Egyesület közös 2009. évi jelentésében az van írva, hogy a két csoport 15 napot töltött a barlang kutatásával. A tagok folytatták a víznyelőbarlang feltárását. Folytatták a talpszint süllyesztését 3 m mély törmelék kitermelésével, így az addig omlásveszélyes álfenék stabilizálva lett. Tervezték, hogy addig mélyítik a talpszintet, amíg el nem érik a vízszintes járatot. A barlang a pilisszentkereszti szurdok kőfejtő felőli bejáratától kb. 150 m-re, a szurdok bal oldalában, a völgytalp szintjétől kb. 17 m-rel feljebb nyílik. A régi víznyelő bejárata a völgy oldalfalából kiemelkedő sziklakibúvás aljában kezdődik egy 200×70 cm-es átmérőjű felszínre szakadási ponttal.
Az Anubisz Barlangkutató Csoport 2008 végére részlegesen eltávolítva a víznyelő aknájának kitöltésanyagát elérte a 13 m mélységet. Ebben a mélységben jelentősen lassította a feltáró munkát az, hogy az akna átmérője elérte a 3,5×2,5 m-t. A 7 m² alapterületű aknatalpat figyelembe véve 1 m teljes szelvényű talpszint süllyesztés jelentős mennyiségű kitöltés felszínre szállítását jelentette volna. Ezért a csoport tagjai megkezdték egy ideiglenes ácsolattal megerősített kutatóakna mélyítését. Az akna oldalfalában végigkövetett tektonikus repedés 18 m-es mélységben 50 cm szélességben, 45%-os dőlésszögben, 1,5 m hosszan megnyílt egy aláhajlással. A hasadékból jól érezhető légmozgás jött. A 2008. december 23-i kiszálláskor megbolygatva találták az ácsolatot, a végponti kutatóaknába több m³ kitöltés suvadt be.

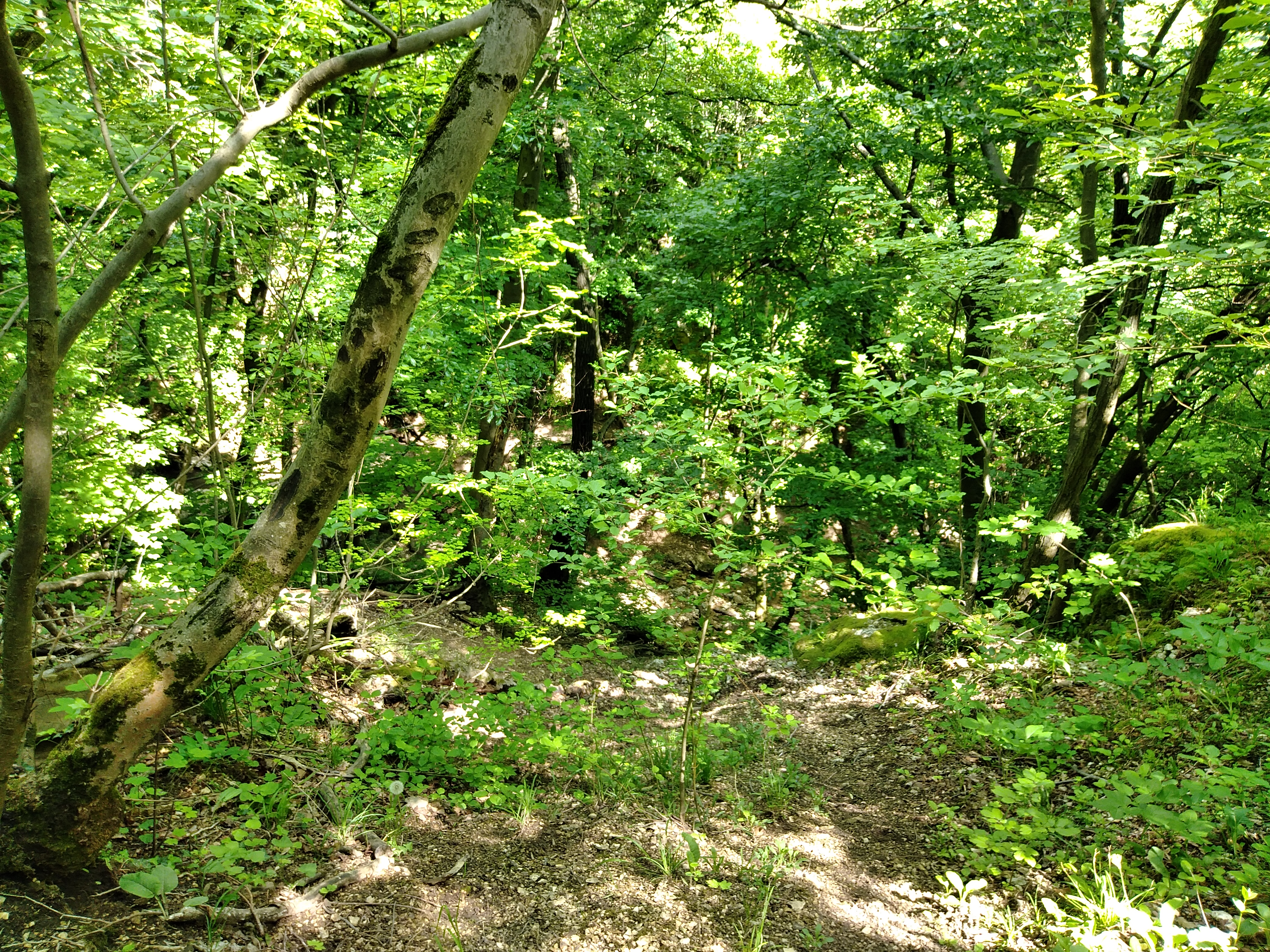
Kilátás a Szurdok-völgyi-víznyelő bejárata elől. 17 m-rel lejjebb folyik a Dera-patak

2009 februárjában átvizsgálták a barlangban bekövetkezett omlás törmelékzónáját. Megállapították, hogy az általuk ácsolattal rögzített kitöltés a dúcfák megrongálása, elmozdulása miatt az akna teljes szakaszán instabil lett. A feltárást csak úgy lehetett folytatni, ha az akna teljes szelvényében mélyítik a talpszintet. Ez azt jelentette, hogy 5 m vastag (kb. 10–13 m³), az akna 2/3-át kitöltő anyagot kellett 15 m mélységből vödrönként, kézi erővel felszínre juttatni, mert nem volt a csoportnak motoros csörlője. 2009 tulajdonképpen ezzel a munkával telt el. Az év végén a kitermelendő törmelék már nem érte el a 2 m³-t. A 17–18 m mélységet megint elérve már csak kb. 60–80 cm kitöltés választotta el őket az egykor megtalált, oldalra tartó járattól. A hideg idő beállta előtt, mikor még a barlangból (a törmeléken át is) kifelé áramlott a levegő egy precíziós hőmérővel 6–6,5 °C-os huzathőmérsékletet mértek. Ennek alapján azt gondolták, hogy a szurdok felső szakaszán a patakmeder ősi, részben eltömődött nyelőiben lefolyó víz megjelenik a barlangban, és jelentős hőmérséklet csökkenést okoz.
Szokol Adrienn 2011-es kéziratában található egy helyszínrajz, amelyen a 4830-as barlangkataszteri terület barlangjainak földrajzi elhelyezkedése látható. Az ábrán meg lett jelölve a barlang földrajzi elhelyezkedése. A kéziratban az van írva, hogy a Szurdok-völgyi-víznyelő a Szurdok-völgyben nyílik. A 20 m hosszú és 18 m függőleges kiterjedésű barlangban cseppkő, borsókő és montmilch van. A 2014-ben kiadott Felfedezések a föld alatt – Magyarország új barlangjai 2003–2013 című könyvben meg van említve, hogy Kessler Hubert valószínűleg írt egy barlangról, amelynek a Szurdokban volt a bejárata, majd törmelékkel feltöltötték 20 m mély aknáját, hogy valaki bele ne essen. Az Anubisz Barlangkutató Csoport már évtizedek óta foglalkozott a Szurdok barlangjaival, de a hegyoldalban nyíló inaktív, egészen feltöltődött akna 20 m mélységig történő megtisztításán kívül más eredményt nem ért el a csoport 2011 nyaráig, a Szurdok-völgyi 2. sz. víznyelő feltárásáig.

## További irodalom
- Péchy-Horváth Rezső: Sok feltáratlan szépséget rejtegetnek Magyarország barlangjai. Barlangfürdőt terveznek Görömbölytapolcán? Országjárás, 1942. 9. (10.) sz. 6. old. 11. (12.) sz. 4. old.
- –: BETE Barlangnapló. Kézirat. 1. köt. 1931–1938, 2. köt. 1939–1942.